# Wilhelm Piec
Wilhelm Piec (Świętochłowice, 1915. november 2. – Świętochłowice, 1954. április 4.), lengyel válogatott labdarúgó. Testvére: Ryszard Piec szintén válogatott labdarúgó volt.
A lengyel válogatott tagjaként részt vett az 1936. évi nyári olimpiai játékokon és az 1938-as világbajnokságon.

## Pályafutása

### Klubcsapatokban
Wilhelm a két világháború közötti Lengyelország egyik legjobb játékosa volt. Idősebb (és híresebb) testvérével, Ryszard Pieckel együtt képviselték a Naprzód Lipiny-t, egy kis lipiny-i település csapatát, amelynek akkoriban nem sikerült feljutnia az  Ekstraklasába, de jelentős szerepet játszott a két világháború közötti lengyel labdarúgásban.
A második világháború alatt a Naprzódban játszott. A háború után, 1946–47-ben az AKS Chorzów együttesét erősítette.

### A válogatottban
Az 1936. évi nyári olimpiai játékokon tagja volt a lengyel válogatottnak, de nem lépett pályára. Elutazott az 1938-as világbajnokságra, de nem játszott a legendás Brazília elleni mérkőzésen. A nemzeti együttesben 6 mérkőzésen lépett pályára, és 1 gólt szerzett.

## Fordítás
- Ez a szócikk részben vagy egészben  a   Wilhelm Piec című angol Wikipédia-szócikk ezen változatának fordításán alapul.  Az eredeti cikk szerkesztőit annak laptörténete sorolja fel. Ez a jelzés csupán a megfogalmazás eredetét és a szerzői jogokat jelzi, nem szolgál a cikkben szereplő információk forrásmegjelöléseként.